# Lancaster (Minnesota)
Lancaster ist eine Kleinstadt (mit dem Status „City“) im Kittson County im US-amerikanischen Bundesstaat Minnesota. Das U.S. Census Bureau hat bei der Volkszählung 2020 eine Einwohnerzahl von 364 ermittelt.

## Geografie
Lancaster liegt im Nordwesten Minnesotas unweit der Grenze zu Kanada im Norden und zu North Dakota im Westen. Der Ort liegt auf 48°51′30″ nördlicher Breite, 96°48′15″ westlicher Länge und erstreckt sich über 5,96 km².
Benachbarte Orte von Lancaster sind Lake Bronson (18,1 km südöstlich), Hallock (19,5 km südwestlich) und Humboldt (23,9 km nordwestlich).
Die nächstgelegenen größeren Städte sind Fargo in North Dakota (250 km südlich), Winnipeg in der kanadischen Provinz Manitoba (131 km nördlich), Duluth am Oberen See (489 km südöstlich) und Minneapolis (570 km südsüdöstlich).
Die Grenze zu Kanada befindet sich 16,3 km nördlich.

## Verkehr
Der U.S. Highway 59 kommt aus nördlicher Richtung nach Lancaster, führt als Hauptstraße durch den Ort und führt in südöstlicher Richtung wieder hinaus. Alle weiteren Straßen sind untergeordnete Landstraßen, teils unbefestigte Fahrwege sowie innerörtliche Verbindungsstraßen.
In Nordwest-Südost-Richtung verläuft eine Eisenbahnstrecke der zur Canadian Pacific Railway gehörenden SOO Line Railroad durch Lancaster.
Mit dem Hallock Municipal Airport befindet sich 22,4 km südwestlich von Lancaster ein kleiner Regionalflugplatz. Die nächsten Großflughäfen sind der Winnipeg James Armstrong Richardson International Airport (138 km nördlich), der Hector International Airport in Fargo (250 km südlich) und der Minneapolis-Saint Paul International Airport (593 km südöstlich).

## Demografische Daten
Nach der Volkszählung im Jahr 2010 lebten in Lancaster 340 Menschen in 163 Haushalten. Die Bevölkerungsdichte betrug 57 Einwohner pro Quadratkilometer. In den 163 Haushalten lebten statistisch je 2,09 Personen.
Ethnisch betrachtet setzte sich die Bevölkerung zusammen aus 98,8 Prozent Weißen sowie 0,6 Prozent (zwei Personen) Asiaten; 0,6 Prozent (zwei Personen) stammten von zwei oder mehr Ethnien ab. Unabhängig von der ethnischen Zugehörigkeit waren 1,5 Prozent der Bevölkerung spanischer oder lateinamerikanischer Abstammung.
20,3 Prozent der Bevölkerung waren unter 18 Jahre alt, 56,5 Prozent waren zwischen 18 und 64 und 23,2 Prozent waren 65 Jahre oder älter. 52,9 Prozent der Bevölkerung war weiblich.

Das mittlere jährliche Einkommen eines Haushalts lag bei 33.646 USD. Das Pro-Kopf-Einkommen betrug 22.948 USD. 7,0 Prozent der Einwohner lebten unterhalb der Armutsgrenze.

## Töchter und Söhne von Lancaster
- Ashlee Hewitt (* 1987), US-amerikanische Singer-Songwriterin und Schauspielerin; wurde hier geboren und heiratete hier am 10. März 2012 Jessie Keith Whitley, den Sohn von Keith Whitley und Lorrie Morgan